# Alfred Julbe
 (février 2018).
Si vous disposez d'ouvrages ou d'articles de référence ou si vous connaissez des sites web de qualité traitant du thème abordé ici, merci de compléter l'article en donnant les références utiles à sa vérifiabilité et en les liant à la section « Notes et références ».
Alfred Julbe Bosch, né le 6 juillet 1960 à Barcelone, est un entraîneur espagnol de basket-ball. Avec plus de 500 matchs dirigés en Liga ACB, il est le huitième entraîneur le plus capé de l'histoire du championnat d'Espagne.

## Biographie
Alfred Julbe Bosch est né le 6 juillet 1960 à Barcelone
En 1984, Alfred Julbe devient l'assistant d'Aíto García Reneses au Joventut de Badalona.
En 1986, à la suite du départ de García Reneses, Julbe devient entraîneur du Joventut.
En 1988, le club perd la finale de la Coupe Saporta face au Limoges CSP.
En 1989, il rejoint le club de Gérone où il reste pendant cinq saisons.
Le 13 octobre 1993, après 7 matchs, il a démissionné de son poste et le deuxième entraîneur Pepe Rodríguez a pris provisoirement la direction de l'équipe, jusqu'à l'incorporation d'Iñaki Iriarte le 22 octobre 1993.
En 1994, il signe avec Saragosse.
En 1996, il retourne au Joventut avec qui il remporte en 1997 la Coupe d'Espagne. Il entraîne jusqu'au 20 décembre 1999. après avoir dirigé 16 matchs, il est licencié et remplacé par Josep María Izquierdo, son entraîneur adjoint.
Le 12 juillet 2000, il prend les rênes de l'équipe de Cáceres Club Baloncesto en remplacement de Manolo Flores.
Sans équipe au début de la saison 2002-2003, le 19 mars 2003, il prend en charge le Basket Saragosse, en remplacement de Ranko Zeravica.
Sans équipe en début de saison 2004-2005, en janvier 2005, il prend en charge le Basket Saragosse, en remplacement d'Óscar Quintana.
Lors de la saison 2009-2010, il rejoint l'équipe River Andorre (LEB Argent).
Lors de la saison 2010-2011, il rejoint l'équipe de Gérone.
Lors de la saison 2012-2013, il rejoint d'équipe Basketball Club Andorre (LEB Or)
Lors de la saison 2014-2015, il rejoint l'équipe Mexicaine des Titánicos de León
Entre 2015 et 2018, Julbe entraîne l'équipe réserve du FC Barcelone en deuxième division (LEB Oro).
Le 6 février 2018, à la suite du limogeage de Sito Alonso pour résultats insuffisants, Alfred Julbe devient entraîneur du FC Barcelone de façon intérimaire. Il dirige l'équipe lors du match d'Euroligue face au Maccabi Tel- Aviv (défaite 94-82). Il est remplacé par Svetislav Pešić dès le 10 février 2018,.
Il signe comme entraineur pour l'équipe national Egyptienne en 2019
En juin 2019, il rejoint le CSP Limoges en France. Il est limogé en décembre 2019 et remplacé par Mehdy Mary.
Sans équipe depuis son limogeage du CSP, Juble signe en novembre 2021 dans l'équipe féminine de Uni Gérone CB avec qui il reporte la coupe de la reine en 2021

## Palmarès
- Finaliste de la Coupe Saporta : 1988[3]

- Coupe du prince (3): 1987, 1989, 2004.
- Coupe du roi (1): 1997.
- Finaliste Coupe du roi (2): 1995, 1998
- Coupe de la reine (1):  2021[7].

- Avec 542 matchs, et malgré un palmarès maigre, il est le 8e coach le plus capé du relevé Championnat espagnol.